# Asamblea Nacional de Representantes de Corregimientos
La Asamblea Nacional de Representantes de Corregimientos fue el nombre que se le dio a la Asamblea Nacional de Panamá desde 1972 a 1983 y, nuevamente, en 1989 durante la dictadura militar panameña.
Los corregimientos, la última división territorial de Panamá, fueron creados en 1972 bajo el mando del general Omar Torrijos Herrera como un modo para que los pueblos pequeños tuvieran representación en la política del istmo.
Además, sus miembros fueron los que ratificaron la Constitución Política de la República de Panamá de 1972, designaron los presidentes, hicieron leyes, declaraban amnistía por delitos políticos, recomendaban acciones por la "agresión a la República de Panamá de parte del Gobierno de Estados Unidos y sus aliados" (algo que ocurrió, dado que en tiempos de la dictadura se había sembrado un sentimiento antiamericano en Panamá por la existencia de la Zona del Canal), inclusive podían, de ser neceasrio, declarar la guerra. Su mayoría partidista siempre la ostentó el Partido Revolucionario Democrático.

## Historia
El 6 de agosto de 1972 cada corregimiento eligió, por voto popular directo, un (1) representante y un (1) suplente, quienes estarían al frente del cargo por un período de seis años.
Fueron elegidos a la Asamblea Nacional un total de 505 Representantes, uno por cada corregimiento existente la República, de allí el origen del nombre de "Asamblea de los 505".
Además, se crea el Consejo Nacional de Legislación, formado por el Presidente de la República y el Vicepresidente, el presidente de la Asamblea de Representantes, los Ministros de Estado y los miembros de la Comisión de Legislación.
En 1978, a pesar de las reformas constitucionales, la Asamblea Nacional de Representantes de Corregimientos mantiene acciones legislativas intrascendentes y es el Consejo Nacional el que verdaderamente legisla; formado por cuatro representantes de corregimientos, uno por la comarca de San Blas y dos legisladores, uno de ellos por San Blas.
Tras la reforma de 1983, dos años después de la muerte del general Torrijos, se elimina la Asamblea Nacional de Representantes de Corregimientos y regresa la Asamblea Nacional, esta vez con el nombre de Asamblea Legislativa.
En 1989 hacían falta legisladores en la Asamblea, ya que el general Manuel Antonio Noriega anuló los resultados electorales los cuales claramente favorecían a la oposición del régimen militar. Se reactivó la Asamblea Nacional de Representantes de Corregimientos, ahora conocida como "Asamblea del Poder Popular" o de los 510, donde los parlamentarios le entregaron el poder absoluto a Noriega.
El 20 de diciembre de 1989 se da la invasión estadounidense a Panamá.
Meses antes, Noriega se había negado a reconocer su derrota en las elecciones del domingo 7 de mayo de 1989. Tomando en consideración la inestabilidad en el territorio panameño, ese mismo día Guillermo Endara Galimany, Ricardo Arias Calderón y Guillermo "Billy" Ford Boyd fueron llevados a una base militar de Estados Unidos, ubicada en la antigua Zona del Canal, donde tomaron el legítimo juramento de sus cargos.
Días después, se logra la captura de Noriega, quien era buscado por narcotráfico en Estados Unidos.
Se hicieron demasiadas reformas para retornar a la democracia, entre ellas: eliminar definitivamente la Asamblea Nacional de Representantes para volver a la Asamblea Legislativa, la cual terminaría siendo la Asamblea Nacional.

## Composición (1972)
A continuación el listado completo, organizado por provincia, de los de 505 Representantes y el corregimiento que representan, tal cual fue impreso en la Constitución Política de la República de Panamá de 1972. En ese documento se destaca que 'las firmas de los Representantes de Corregimientos constan en el texto original'.
| Representante           | Corregimiento               |
| ----------------------- | --------------------------- |
| Petra P. Díaz           | Cabecera de Bocas del Toro  |
| Arsenio R. Trotman      | Bahía Azul                  |
| Teodoro Willson         | Bastimentos                 |
| Alberto Medrano         | Calovébora o Santa Catalina |
| José Ángel Romero       | Punta Laurel                |
| José Robinson C.        | Tobobé                      |
| Everardo González       | Cabecera Changuinola        |
| Fernando Guillén        | Almirante                   |
| Teodomilton Guerra      | Guabito                     |
| Luis A. Meléndez        | Chiriquí Grande             |
| Santiago Curabo         | Canquintú                   |
| Carlos Justavino        | Guoroní                     |
| Julián Villagra         | Mununí                      |
| Juan Castillo Tito      | Piedra Roja                 |
| Francisco Chiu Castillo | Punta Róbalo                |

| Representante               | Corregimiento       |
| --------------------------- | ------------------- |
| Antonio Jaramillo Reyes     | Cabecera Aguadulce  |
| Luis A. Castillo            | El Cristo           |
| Roberto García Otto         | El Roble            |
| José Del Rosario Guevara C. | Pocrí               |
| Carlos Hoo Mojica           | Cabecera Antón      |
| Genaro Rodríguez            | Cabuya              |
| José Jaén Morales           | El Chirú            |
| Baldomero Reyes             | El Retiro           |
| Santiago Rodríguez          | El Valle            |
| José Del R. Ibarra          | Juan Díaz           |
| Joaquín Espinosa            | Río Hato            |
| Justo Rodríguez             | San Juan de Dios    |
| Reyes Arquiñez              | Santa Rita          |
| Héctor De León              | Cabecera La Pintada |
| Pablo Rodríguez A.          | El Harino           |
| Severiano Arrocha           | El Potrero          |
| Heraclio Fernández          | Llano Grande        |
| Publio Quiroz               | Piedras Gordas      |
| Clodomiro Pinilla           | Cabecera Natá       |
| Santiago Carrión            | Capellanía          |
| Jorge Fernández             | El Caño             |
| Álvaro M. Quiroz            | Guzmán              |
| Adelaido Franco             | Las Huacas          |
| Marcelino Chanis            | Toza                |
| Efraín Fernández Castillo   | Cabecera Olá        |
| Ceferino Castrellón         | El Copé             |
| Ángel Custodio Rodríguez    | El Palmar           |
| Fabio Pérez                 | El Picacho          |
| Rubén Castillo Castillo     | La Pava             |
| César Pardo                 | Cabecera Penonomé   |
| Manuel Ma. Solé             | Cañaveral           |
| José De La C. Ramos         | Coclé               |
| Lorenzo Ovalle Rodríguez    | Chiguirí Arriba     |
| Félix Valderrama            | El Coco             |
| Enrique S. Flórez           | Pajonal             |
| Julio C. Valderrama         | Río Grande          |
| Germán Villarreta Martínez  | Río Indio           |
| Rafael Sánchez              | Toabré              |
| Anselmo González            | Tulú                |

| Representante              | Corregimiento                         |
| -------------------------- | ------------------------------------- |
| Walter V. Lawson           | Barrio Norte                          |
| Albertina Gill de González | Barrio Sur                            |
| Albino Pérez               | Buena Vista                           |
| David Heres                | Cativá                                |
| David Navarro              | Ciricito                              |
| Ildefonso Magallón         | Escobal                               |
| Marcos Hugues              | Limón                                 |
| Leovigildo Díaz D.         | Nueva Providencia                     |
| Víctor González L.         | Puerto Pilón                          |
| Humberto Lajón P.          | Sabanitas                             |
| Evaristo Solís G.          | Salamanca                             |
| Alfonso Rodríguez          | Nuevo San Juan                        |
| Orlando Del Cid            | Santa Rosa                            |
| Penélope Salmón de Cover   | Sector Atlántico de la Zona del Canal |
| Marcelino Delgado R.       | Cabecera Chagres                      |
| Herminio Villarreal E.     | Achiote                               |
| David Reyes V.             | El Guabo                              |
| Hermenegildo Madrid R.     | La Encantada                          |
| Anastacia M. de Delgado    | Palmas Bellas                         |
| Juventino Arroyo           | Piñas                                 |
| Eugenio Delgado O.         | Salud                                 |
| Rauvieres Cerezo Edgar     | Miguel de la Borda                    |
| Isaac Alarcón M.           | Coclé del Norte                       |
| Alberto Inus Mula          | Guásimo                               |
| Teófilo Miller Andrión     | Gobea                                 |
| Carmen Victoria Lan        | Río Indio                             |
| José Valentín González     | San José del General                  |
| Pedro A. Rodríguez         | Cabecera de Portobelo                 |
| Osvaldo Ibarra             | Cacique                               |
| Buenaventura Martínez      | Garrote                               |
| Cándida Palma de Jackson   | Isla Grande                           |
| Álvaro Chávez C.           | María Chiquita                        |
| Fermín Borel               | Palenque - Cabecera                   |
| Andrés Salazar             | Cuango                                |
| Luis E. Rodríguez C.       | Miramar                               |
| Bonifacio Ávila A.         | Nombre de Dios                        |
| Manuel Silvestre Cuadro    | Palmira                               |
| Aureliano Valencia         | Playa Chiquita                        |
| Sebastiana G. de Jaén      | Santa Isabel                          |
| Apolonio Alonso            | Viento Frío                           |

| Representante                | Corregimiento             |
| ---------------------------- | ------------------------- |
| Rafael Olmos M.              | Cabecera Alanje           |
| Martín Mitre                 | Divalá                    |
| Juan José Sánchez            | El Tejar                  |
| Alfredo Arracera             | Guarumal                  |
| Aníbal Wilcox Avendaño       | Palo Grande               |
| Clodomiro Pinzón             | Querévalos                |
| Juan H. Quintero             | Santo Tomás               |
| Arnulfo Alfredo Boutet       | Cabecera Boquete          |
| Benedicto Ríos Guerra        | Caldera                   |
| Lilia Ma. Velásquez de Pittí | Palmira                   |
| Dolores Miranda Pizarro      | Cabecera Puerto Armuelles |
| Benedicto Morales Víquez     | Limones                   |
| Darío González Pittí         | Progreso                  |
| Misael Antonio Soberón       | Cabecera Bugaba           |
| Gregorio Castillo            | Aserrío de Gariché        |
| Narciso Escalante            | La Mata de Bugaba         |
| Domingo Del C. Cruz Rubio    | Cerro Punta               |
| Domingo Guzmán Arauz         | Gómez                     |
| Fabio Arauz Fonseca          | La Estrella               |
| Víctor Cabrera               | San Andrés                |
| Juvencio Valdés Romero       | Santa Marta               |
| Mercedes Martínez González   | Santa Rosa                |
| Aníbal Martínez Guerra       | Santo Domingo             |
| Benigno Ayala                | Sortova                   |
| Julio César Rodríguez        | Volcán                    |
| Moisés V. Ramón de Gracia    | Cabecera Las Lajas        |
| Raúl Montezuma               | Cascabel                  |
| Federico González Bejerano   | Hato Corotú               |
| Rodolfo De Gracia Gallardo   | Hato Culantro             |
| Damián De Gracia             | Hato Jobo                 |
| Agustín Montezuma Moreno     | Hato July                 |
| Candelario Montezuma J.      | Hato Pilón                |
| Juan Antonio Rudas           | Juay                      |
| Bolívar Palacios             | Quebrada de Loro          |
| Balbino Rodríguez Salinas    | Salto Dupi                |
| Eugenio Rodríguez Andrades   | San Félix                 |
| Eliécer Patino Marquínez     | Cabecera Remedios         |
| Reinaldo Pedrol L.           | Cerro Iglesias            |
| Níctor Morales V.            | El Nancito                |
| Marcos Quintero Bejerano     | Hato Chami                |
| Faustino García              | Lajeros                   |
| Romelia Gaytán de Miranda    | Cabecera Dolega           |
| Pedro Bell Samudio           | Dos Ríos                  |
| Lino Pittí Espinoza          | Los Anastacios            |
| Rodrigo Espinoza Santamaría  | Potrerillos Arriba        |
| Santiago Pittí Staff         | Potrerillos Abajo         |
| Graciela Perigault de Arauz  | Rovira                    |
| Serafín Jaramillo Atencio    | Tinajas                   |
| Eberto Anguizola             | Cabecera David            |
| Amilcar Pittí Serrano        | Bijagual                  |
| Alexis Ávila                 | Chiriquí                  |
| Margarito González G.        | Cochea                    |
| Pantaleón Caballero          | Guaca                     |
| Edgar O. Arias D.            | Las Lomas                 |
| Dalys N. de Arauz            | Pedregal                  |
| José L. Cubilla C.           | San Carlos                |
| Eladio Méndez M.             | San Pablo Nuevo           |
| Enrique Sánchez Valdés       | San Pablo Viejo           |
| Eduardo Cuevas               | Cabecera Horconcitos      |
| Rubén A. Villalobos          | Boca Chica                |
| Emérito Santos Hernández     | Boca del Monte            |
| Andrés Montezuma Sánchez     | Camarón                   |
| Marcelino Bejerano Contreras | Cerro Banco               |
| Ángel Marcucci Montezuma     | Cerro Patena              |
| Francisco Sandoval Torres    | Emplanada de Chorcha      |
| Santiago Antonio Jované      | San Juan                  |
| Luis Félix Troya Camarena    | San Lorenzo               |
| Natividad Alberto Bejerano   | Soloy                     |
| Santiago Santamaría A.       | Cabecera Tolé             |
| Alberto Montero C.           | Alto Caballero            |
| Pedro Pablo Galindo          | Cerro Caña                |
| Severo Pérez Pimentel        | Cerro Iglesias            |
| Gilberto Amador Guerra       | Cerro Puerco              |
| Octavio Guerra Guerra        | Cerro Viejo               |
| Tomas Montero Cases          | Chichica                  |
| Ebertildo Mejía F.           | Lajas de Tolé             |
| Florentino Montero           | Maraca                    |
| Eliseo Salinas Zurdo         | Peña Blanca               |
| Ramiro Panilla Camarena      | Potrero de Caña           |
| José M. Ortiz Murgas         | Quebrada de Piedra        |
| Mariano Jiménez Meño         | Sitio Prado               |
| Adelino Villarreal           | Cabecera Río Sereno       |
| Francisco Peralta            | Cañas Gordas              |
| Francisco Correa Franco      | Monte Lirio               |
| Darío Arauz Víquez           | Plaza de Caizán           |
| Agapito Campos               | Santa Cruz                |
| Santiago Montero             | Cabecera Gualaca          |
| Antonio Guerra               | Hornito                   |
| Martín Samudio               | Los Ángeles               |
| Nicolás Miranda Ramírez      | Paja de Sombrero          |
| Hidelfonso Montenegro        | Rincón de Gualaca         |
| Virgilio Antonio Ríos R.     | Cabecera Boquerón         |
| Rafael A. Arauz Gómez        | Bagala                    |
| Joaquín Rivera               | Cordillera                |
| Marcelino Martínez           | Guabal                    |
| Urbino Jiménez Guerra        | Guayabal                  |
| Donatilo Serrano             | Paraíso                   |
| Eladio Saldaña González      | Pedregal                  |
| Julio Santamaría Gantes      | Tijeras                   |

| Representante           | Corregimiento          |
| ----------------------- | ---------------------- |
| Julio C. Quintana R.    | Cabecera La Palma      |
| Ismael Ramos            | Camogantí              |
| Adalberto Berrío        | Chepigana              |
| Cresencia L. de Bayard  | Garachiné              |
| Didio Díaz              | Jaqué                  |
| Eduardo Inglish Escobar | Puerto Piña            |
| Basilio Macre Vivero    | Río Congo              |
| Elacio Cubilla          | Río Iglesias           |
| José Idacio Teucama     | Sambú                  |
| Segundo Sugasti         | Setegantí              |
| Efernando Paz           | Taimatí                |
| Lamberto Gálvez         | Tucutí                 |
| Berta C. de Quintana    | El Real de Santa María |
| Sixto Martínez          | Boca de Cupé           |
| Luis Caicedo            | Payá                   |
| Jorge Horacio Bristán   | Pinogana               |
| Aquileo Olivo G.        | Púcuro                 |
| Elpidio Guinora         | Yapé                   |
| Bernardo Rosales        | Yaviza                 |

| Representante             | Corregimiento           |
| ------------------------- | ----------------------- |
| Víctor Manuel Calderón    | Cabecera de Chitré      |
| Benjamín Quintero G.      | La Arena                |
| Sergio B. Pérez Saavedra  | Monagrillo              |
| Manuel Ramón García       | Cabecera de Las Minas   |
| Bernardino Murillo        | Chepo                   |
| Adán Batista B.           | Chumical                |
| Dionisio Rodríguez P.     | El Toro                 |
| Nicolás Noriega           | Leones                  |
| Concepción Cortez         | Quebrada del Rosario    |
| Jesús Plinio Cogley       | Cabecera de Los Pozos   |
| Julián González           | Capurí                  |
| Tomas Castro C.           | Calabacito              |
| Alejandro De La Cruz F.   | El Cedro                |
| Otilio Sánchez            | La Arena                |
| Pacífico Ramos Q.         | La Pitaloza             |
| Sergio González           | Los Cerritos            |
| Pablo E. Durán            | Los Cerros de Paja      |
| Raúl Enrique Chang P.     | Cabecera de Ocú         |
| Segundo Quintero A.       | Cerro Largo             |
| Felipe Santiago De Gracia | Los Llanos              |
| José Eutimio González     | Llano Grande            |
| Alcibíades González A.    | Peñas Chatas            |
| Samuel Pérez B.           | Cabecera de Parita      |
| José De La R. Pérez       | Cabuya                  |
| Rodolfo R. Alvarado       | Los Castillos           |
| José Del C. Díaz          | Llano de la Cruz        |
| Darío Camargo             | París                   |
| Hernán Cortez C.          | Portobelillo            |
| Gonzalo Fabio Pérez       | Potuga                  |
| José Octavio Huertas A.   | Cabecera de Pesé        |
| Miguel Ángel Coba M.      | Este                    |
| Benigno Trejos B.         | Norte N.º 1             |
| Arcadio Polo              | Norte N.º 2             |
| Domingo Villarreal        | Oeste N.º 1             |
| José De La Cruz Marciaga  | Oeste N.º 2             |
| Isidro Quintero J.        | Sur N.º 1               |
| Juan Antonio Barba G.     | Sur N.º 2               |
| Aurelio Salazar F.        | Cabecera de Santa María |
| Cristóbal Bellido         | Chupampa                |
| Lorenzo De León M.        | El Rincón               |

| Representante                 | Corregimiento          |
| ----------------------------- | ---------------------- |
| Abdiel A. Pérez Z.            | Cabecera de Guararé    |
| Ángel S. Azcárraga            | El Espinal             |
| Ezequiel Velásquez R.         | El Macano              |
| Bolívar García B.             | Guararé Arriba         |
| Eloy E. Espino                | La Enea                |
| Nicomedes Barrios             | La Pasera              |
| Ubaldino De León              | Las Trancas            |
| Ceferino Hernández V.         | Llano Abajo            |
| Pablo Ardito Barletta         | Cabecera de Las Tablas |
| Juvenal De J. González        | Bajo Corral            |
| Dimas A. Velásquez            | Bayano                 |
| Sergio A. González G.         | El Carate              |
| Iturbides A. González M.      | El Cocal               |
| Didacio A. Medina D.          | El Manantial           |
| Víctor A. Trujillo S.         | El Muñoz               |
| Felicio Quintero M.           | El Pedregoso           |
| Román Medina D.               | La Laja                |
| Aquilino Vega O. De León      | La Miel                |
| Brígido Díaz U.               | La Palma               |
| Eustiquio González G.         | La Tiza                |
| Matías Cedeño C.              | Las Palmitas           |
| Benigno Zarzavilla D.         | Las Tablas Abajo       |
| José E. Barrios               | Nuario                 |
| Pablo E. Juárez               | Palmira                |
| Avelino Domínguez C.          | Peña Blanca            |
| Rufino Acevedo V.             | Río Hondo              |
| Glaister M. González V.       | San José               |
| Pedro J. Cedeño               | San Miguel             |
| Alfonso Molina C.             | Santo Domingo          |
| Fernando A. González H.       | El Sesteadero          |
| Lisímaco Delgado C.           | Valle Rico             |
| Jaime A. Alba Barrios         | Vallerriquito          |
| Roberto Escalona P.           | Cabecera de Los Santos |
| Gregorio Rodríguez            | El Guásimo             |
| Concepción Pérez P.           | La Colorada            |
| Hesiquio Rivera               | La Espigadilla         |
| David Gutiérrez               | Los Cruces             |
| Franklin H. Batista           | Las Guabas             |
| Juan Bautista Mendieta        | Los Ángeles            |
| Virgilio Vásquez F.           | Los Olivos             |
| Roberto E. Saucedo O. Cohen   | Llano Largo            |
| Lisandro Gómez Cedeño         | Sabanagrande           |
| Francisco Augusto Castillo S. | Santa Ana              |
| Cipriano De León              | Tres Quebradas         |
| Rubén D. Rodríguez            | Cabecera de Macaracas  |
| Nemesio Vega U.               | Bahía Honda            |
| Gregorio N. Barrios           | Bajos de Guera         |
| Domiluis Delgado              | El Corozal             |
| Marcelino García P.           | Chupa                  |
| Camilo Vásquez V.             | Espino Amarillo        |
| Carlos A. Espino V.           | La Mesa                |
| José De Las M. Mudarra        | Los Palmas             |
| Celedonio Gutiérrez           | Llano de Piedra        |
| Pastor Velásquez A.           | Mogollón               |
| Juan Portolatino Gómez        | El Cedro               |
| Manuel A. Jaén H.             | Cabecera de Pedasí     |
| Balbino Ballesteros G.        | Los Asientos           |
| Belarmino A. Barrios S.       | Mariabé                |
| Pacífico Vergara R.           | Purio                  |
| Herardo De J. Paz             | Cabecera de Pocrí      |
| Estilito Cedeño B.            | El Cañafístulo         |
| Hercilio De La R. Villarreal  | Lajamina               |
| Lorenza Ardines               | Paraíso                |
| Isabel Aparicio M.            | Paritilla              |
| Ángela María Hoa              | Cabecera de Tonosí     |
| Genaro Samaniego C.           | Altos de Guera         |
| Vidal Barrios                 | Cañas                  |
| Calixto Vargas C.             | El Bebedero            |
| Felipe De Gracia C.           | El Cacao               |
| Antonio De Gracia V.          | El Cortezo             |
| Emigdio Nieto                 | Flores                 |
| Rubén D. Castillo             | Guánico                |
| Calixto Mendieta G.           | La Tronosa             |

| Representante          | Corregimiento                  |
| ---------------------- | ------------------------------ |
| Pedro Sánchez          | Corregimiento N.º 1 de Narganá |
| Plácido Tejada Vásquez | N.º 2 de Ailigandí             |
| Arcadio Martínez       | N.º 3 de Tubualá               |
| Sixto Sotomayor A.     | Puerto Obaldía                 |

| Representante             | Corregimiento                        |
| ------------------------- | ------------------------------------ |
| Gilberto Bazán Villalaz   | Cabecera de Arraiján                 |
| Sabino Atencio López      | Juan Demóstenes Arosemena            |
| Sexton Barraza            | Nuevo Emperador                      |
| Felicito Ramos            | Santa Clara                          |
| Pedro De León             | Veracruz                             |
| José D. Rodríguez         | Vista Alegre                         |
| Tomas Pedroza F.          | Cabecera San Miguel                  |
| Humberto Reyes            | La Ensenada                          |
| Juan Rosales              | La Esmeralda                         |
| Eleuterio Santimateo      | La Guinea                            |
| Bienvenido González       | Pedro González                       |
| Alberto Cajar             | Saboga                               |
| Pedro A. Saturno          | Cabecera Capira                      |
| Alfaro Morán Mariscal     | Caimito                              |
| Ubaldo L. Quintero        | Campana                              |
| Héctor Rodríguez          | Cermeño                              |
| Victoriano Domínguez      | Cirí de los Sotos                    |
| Higinio Rodríguez         | Cirí Grande                          |
| Alcides Rodríguez         | El Cacao                             |
| David Cedeño Domínguez    | La Trinidad                          |
| Hermenegilda Molina B.    | Las Ollas Arriba                     |
| Nemesio Garibaldi Ortiz   | Lídice                               |
| Judith De León de Campos  | Villa Carmen                         |
| Ángel H. Martínez         | Villa Rosario                        |
| Ernesto Guardia           | Cabecera Chame                       |
| Reinaldo Ramos            | Bejuco                               |
| Francisco Morán           | Buenos Aires                         |
| Manuel De Jesús Cabeza    | Cabuya                               |
| Andrés Gómez Núñez        | Chicá                                |
| Eusebio Fontane C.        | El Líbano                            |
| Victoriano Visuette       | Las Lajas                            |
| Facundo López             | Nueva Gorgona                        |
| Daniel A. Calderón        | Punta Chame                          |
| Benedicto Jurado          | Sajalices                            |
| Anselmo Martínez          | Sorá                                 |
| Fernando De León          | Cabecera - Chepo                     |
| Hipólito Sánchez          | Cañita                               |
| Ciro Rivera               | Chepillo                             |
| Mario Del Valle           | El Llano                             |
| Silverio Denis            | Las Margaritas                       |
| Plácido Mata C.           | Santa Cruz de Chinina                |
| Manuel S. Justiniani      | Cabecera - Chimán                    |
| Elías Plicett             | Brujas                               |
| Lucio López               | Gonzalo Vásquez                      |
| Luis Emilio Veces Barría  | Barrio Balboa                        |
| Laciedes A. Correa        | Barrio Colón                         |
| Natividad Franco          | Amador                               |
| Jenaro Acevedo            | Arosemena                            |
| Eduvigis Sánchez          | El Arado                             |
| Norberto Domínguez C.     | El Coco                              |
| Nora Escala de Olmos      | Feuillet                             |
| Agustín Reyes             | Guadalupe                            |
| Luis Antonio Sánchez C.   | Herrera                              |
| Everildo Acevedo          | Hurtado                              |
| Patrocinio Cedeño         | Iturralde                            |
| Esteban Troya             | La Represa                           |
| Germán Batista            | Los Díaz                             |
| Luis A. González          | Mendoza                              |
| Jovina García             | Obaldía                              |
| Carlos Pérez              | Playa Leona                          |
| Victoriano Chacón         | Puerto Caimito                       |
| María E. De León M.       | Santa Rita                           |
| Juan De Dios Caballero    | San Felipe                           |
| Elías Castillo            | Chorrillo                            |
| Belisario Rodríguez       | Santa Ana                            |
| Carlos García             | Calidonia o La Exposición            |
| Néstor De Icaza           | Bethania                             |
| Alberto Francisco Pons J. | Bella Vista                          |
| Pedro Nolazco Segura      | Pueblo Nuevo                         |
| Doris V. de Rosas         | San Francisco                        |
| Milton Suárez             | Parque Lefevre                       |
| Héctor Gadpaille          | Río Abajo                            |
| Francisco Sucre           | Juan Díaz                            |
| Bruno Cedeño              | Pedregal                             |
| Romelia E. de Pardo       | Curundú                              |
| Jacinto Lemus             | Chilibre                             |
| Ernesto Córdoba           | Las Cumbres                          |
| Francisco Caballero       | Pacora                               |
| Nicolás Pérez Jr.         | San Martín                           |
| Arturo Huertas Fuentes    | Tocumen                              |
| Hermelinda Fuentes        | Sector Pacífico de la Zona del Canal |
| Marta I. De Gracia        | Cabecera - San Carlos                |
| Lorenzo Muñoz M.          | El Espino                            |
| Manuel A. Herrera         | El Higo                              |
| José Guillermo Martínez   | Guayabito                            |
| Tarcila de Reyes          | La Ermita                            |
| Gregorio Mendoza          | La Laguna                            |
| José Ángel Coronado       | Las Uvas                             |
| Félix Chérigo             | Los Llanitos                         |
| Lidio C. Cano             | San José                             |
| Feliciano Grajales        | Victoriano Lorenzo                   |
| Gerardo Mojica            | Mateo Iturralde                      |
| Darío Acosta              | José Domingo Espinar                 |
| Clelio Saldaña            | Amelia Denis de Icaza                |
| Dimas Alí Núñez           | Belisario Porras                     |
| Carlos E. Chu             | Cabecera - Taboga                    |
| Elio Rivera               | Otoque Occidente                     |
| Justiniano Tuñón          | Otoque Oriente                       |

| Representante             | Corregimiento          |
| ------------------------- | ---------------------- |
| Roberto Pinzón C.         | Cabecera Atalaya       |
| Julián Arroyo             | El Barrito             |
| Julián Ríos Montilla      | La Montañuela          |
| Manuel Salvador Vásquez   | Cabecera Calobre       |
| Genaro Castrejón V.       | Barnizal               |
| Abraham Ellis López       | Chitra                 |
| Elías García Robles       | El Cocla               |
| Roberto Morales G.        | El Potrero             |
| Juan Francisco Hernández  | La Laguna              |
| Simón Aguilar Núñez       | La Raya de Calobre     |
| Zacarías García           | La Tetilla             |
| Onésima Ábrego            | La Yeguada             |
| Víctor Pinzón             | Las Guías              |
| Eusebio Vásquez           | Monjarás               |
| Tito Rodríguez Decroz     | San José               |
| Bernardo Brea             | Cabecera Cañazas       |
| Marcos Mendoza            | Agua de Salud          |
| Juan B. Brea              | Cerro de Plata         |
| Abelardo Sanjur           | Los Valles             |
| Daniel Pérez C.           | San Marcelo            |
| Eric Juvenal Vargas       | Cabecera La Mesa       |
| David Jiménez T.          | Bisvalles              |
| Gil Peñalba               | Boró                   |
| Pablo E. Vásquez          | Llano Grande           |
| María Benigna de González | San Bartola            |
| Buenaventura E. Camaño P. | Cabecera Las Palmas    |
| Belermino Montemayor A.   | Cerro de Casa          |
| José De La C. Machuca     | Corozal                |
| Bolívar Acosta G.         | El María               |
| Juan Acosta Galindo       | El Piro                |
| Eustorgio Camaño A.       | El Prado               |
| Alfonso Aponte González   | El Rincón              |
| Olimpo González G.        | Lolá                   |
| Arcadio Javier Pérez C.   | Pixvae                 |
| Noble Gentil Castillo     | Puerto Vidal           |
| Arcenio Polanco S.        | Zapotillo              |
| Javier Herrera A.         | Cabecera Montijo       |
| Bolívar A. Cano D.        | Arenas                 |
| Reyes Alfonso Hernández   | Gobernadora            |
| Amado Pimentel G.         | La Garceana            |
| Gilberto Campos J.        | Leones                 |
| José T. Guerra            | Llano de Catival       |
| Jaime Melamed Avilés      | Pilón                  |
| Silverio De Gracia        | Quebro                 |
| Rodolfo Cruz Pérez        | Tebano (Mariato)       |
| Virgilio Pinilla H.       | Cabecera Río de Jesús  |
| Rupertino Jiménez C.      | Los Huacas             |
| Constantino Batista       | Los Castillos          |
| Ramiro Quintero A.        | Utirá                  |
| Bernardo Soto G.          | Cabecera San Francisco |
| Constantino Fuentes       | Corral Falso           |
| José Isabel Valencia      | Los Hatillos           |
| Pedro González Pardo      | El Remance             |
| Marcelino Gordón          | San Juan               |
| Samuel Vernaza R.         | Cabecera Santa Fe      |
| Roberto Cibala            | Calovébora             |
| Ramón García A.           | El Alto                |
| Rufino Rodríguez C.       | El Cuay                |
| Andrés Pinzón G.          | El Pantano             |
| Víctor Alexander Ábrego   | El Gatuncito           |
| Leticia P. de López       | Cabecera Santiago      |
| Víctor Corrales Núñez     | La Colorada            |
| Eugenio Puga              | La Peña                |
| Antonio García Marín      | La Raya de Santa María |
| Feliciano Vega            | Ponuga                 |
| Alfonso Bosquez De León   | San Pedro del Espino   |
| Jaime Abadía              | Cabecera Soná          |
| Zózimo Camarena           | Bahía Honda            |
| Aguedo Castro C.          | Calidonia              |
| Anatolio Sánchez R.       | Cativé                 |
| Alberto De León           | El Marañón             |
| Horacio González S.       | Guarumal               |
| David Camarena A.         | La Soledad             |
| Luis De Gracia G.         | Quebrada de Oro        |
| Francisco González M.     | Río Grande             |
| Azael Castillo            | Rodeo Viejo            |